# Едмонд Жюрієн де Ла Грав'є
Жюрієн де Ла Грав'єр (фр. Jean-Baptiste-Edmond Jurien de la Gravière; 19 листопада 1812 — 4 березня 1892) — французький адмірал, член Французької академії.

## Біографія
Син адмірала П'єра Жюрієна де Ла Грав'єра. Службу у ВМФ Франції розпочав 19 жовтня 1828 р.
Під час Кримської війни Грав'єр брав участь у битвах проти Російського флоту у Чорному морі.
У 1861 році отримав призначення командувати ескадрою, яка вирушала до Мексики, а в грудні був призначений начальником усієї Мексиканської експедиції, але незабаром після початку війни передав командування сухопутним загоном генералу Лорансесу.
Командуючи ескадрою Середземного моря, Грав'є провів докорінні перетворення її внутрішньої організації. У 1871 році призначений директором депо карт та планів флоту і інспектором флоту.